# Liste de duos
Pour des duos comiques, voir Liste de duos comiques.
Cet article liste des duos dans différents domaines.

## En musique

### Groupes

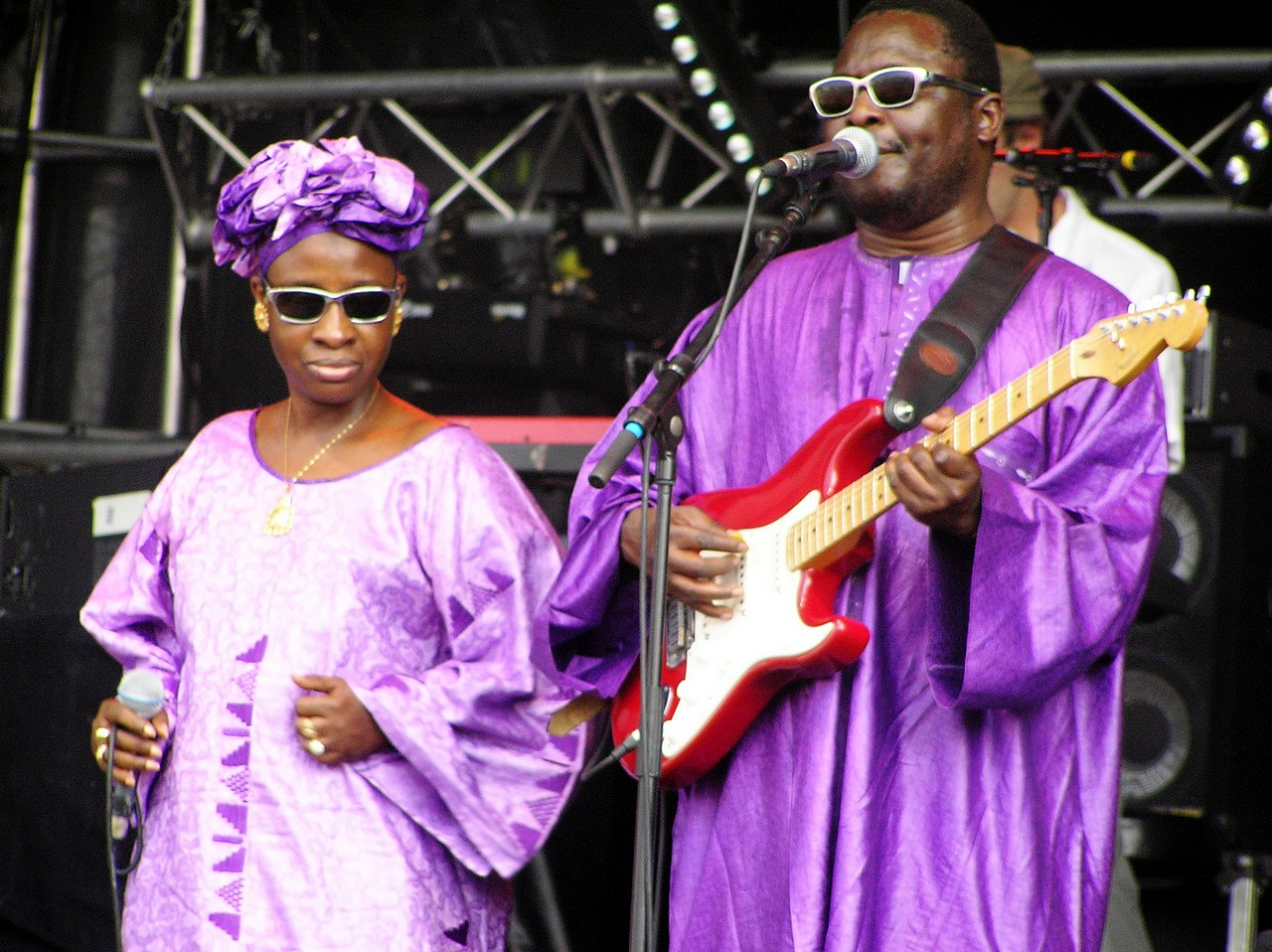
Amadou et Mariam.

Ces groupes musicaux sont des duos :
- À cause des garçons : Laurence Heller et Hélène Bérard
- AaRON : Simon Buret et Olivier Coursier
- Alcaz : Viviane Cayol et Jean-Yves Liévaux / Pop Love
- Air : Jean-Benoît Dunckel et Nicolas Godin
- Alfa Rococo : Justine Laberge et David Bussière
- Amadou et Mariam
- Andy & Lucas : duo espagnol
- Angel y Khriz
- Ann'so M : Ann'so (chanteuse et musicienne française) et Olivier Massot (guitariste)
- Appleton : les sœurs Natalie et Nicole Appleton.
- Arash & Helena
- Ashford & Simpson : (Nickolas) Ashford & (Valerie) Simpson, célèbres pour la chanson Solid (as a rock) (1985)
- Bananarama : Sara Dallin et Keren Woodward (mais le groupe était d'abord un trio...)
- Barry & Eileen
- Benassi Bros : Benny Benassi et Alle Benassi (en fait cousins et non pas frères).
- Bigflo et Oli : Florian Ordonnez et Olivio Ordonnez (Frères)
- Billy Anderson & Mary Lou Turner
- Black & White Brothers (duo suisse composé de Mr Mike et DJ Djaimin)
- Blues Trottoir : Clémence Lhomme et Olivier Defays
- Bob & Earl (en) : célèbres pour Harlem Shuffle (1966) : Bobby Byrd et Earl Nelson
- Brick & Lace : Nyanda et Nailah Thorbourne
- Brigitte (groupe) : Sylvie Hoarau et Aurélie Saada
- Calamités
- Cassius :  Philippe « Zdar » Cerboneschi et Hubert « Boombass » Blanc-Francard
- Hubert « Boombass » Blanc-Francard
- Chagrin d'amour : Grégory Ken (Jean-Pierre Trochu, décédé en 1996) et Valli
- Charles et Johnny : Charles Trenet et Johnny Hess
- Cidinho e Doca : célèbres pour Rap Da Armas
- Clover : Charlotte Savary et Garin Le Thuc
- Cock Robin : Peter Kingsbery et Anna LaCazio
- Cocoon : Mark Daumail et Morgane Imbeaud
- Co.Ro : Emmanuel Cozzi et Maurizio Rossi.

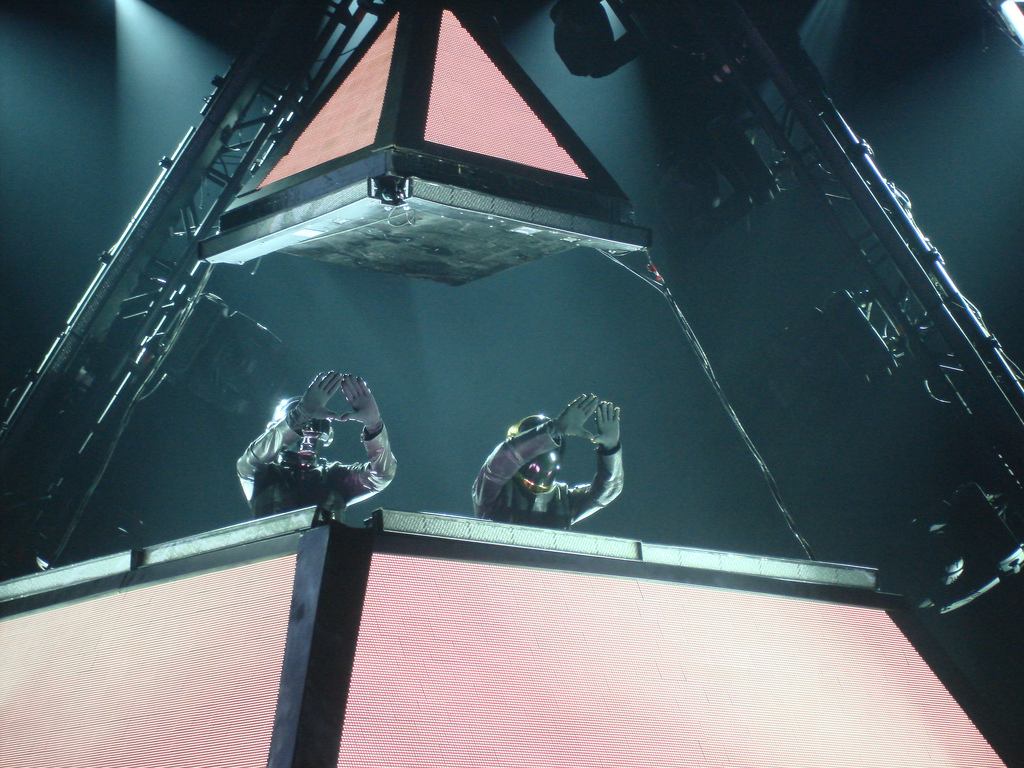
Les Daft Punk

- Les Daft Punk Daft Punk : Guy-Manuel de Homem Christo et Thomas Bangalter
- David et Jonathan

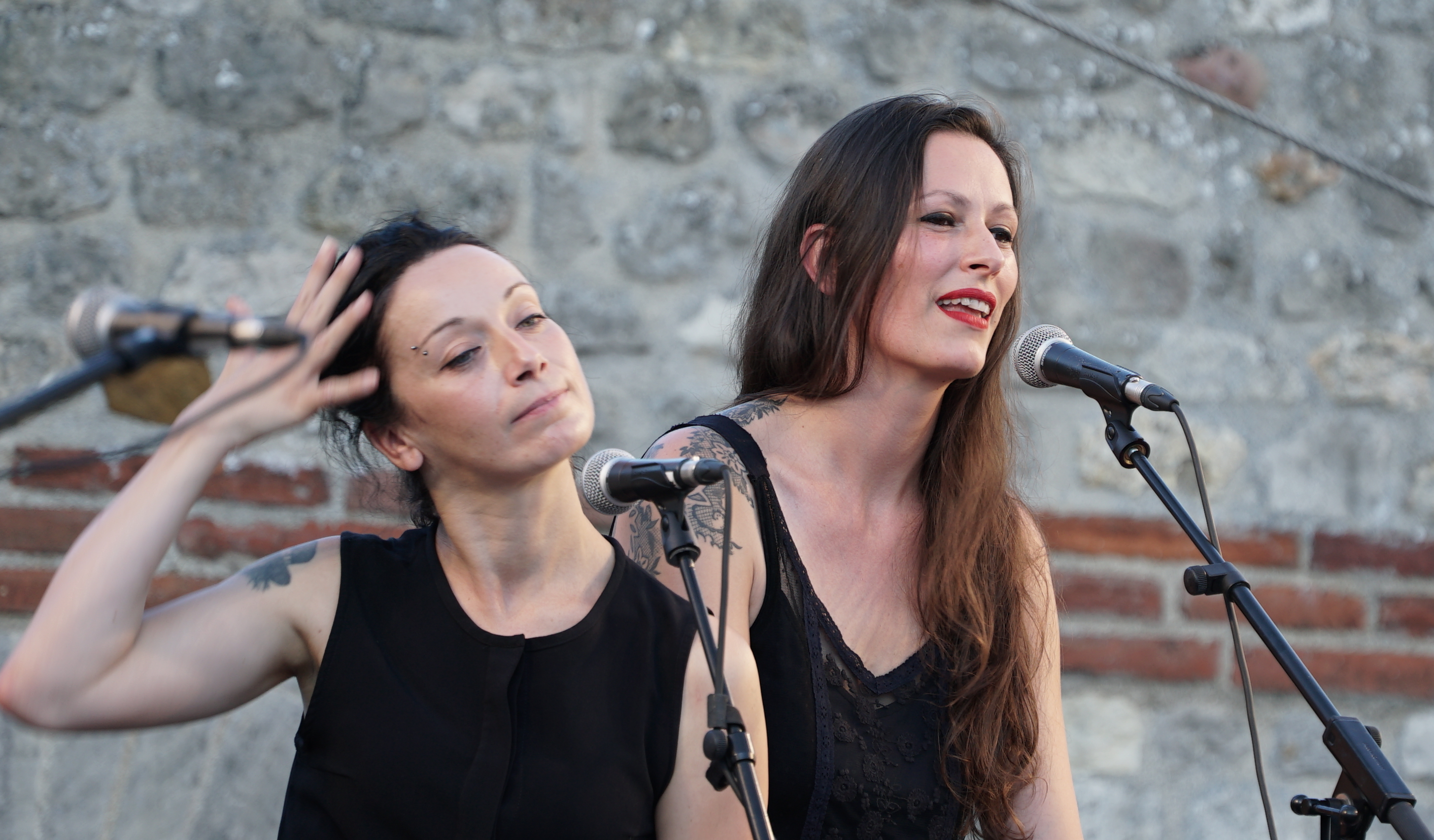
Délinquante

- Délinquante : Céline Ribaud et Claire Bernardo
- Donny Osmond et Marie Osmond
- Duo Cordes et Âmes : Sara Chenal (violon) et Olivier Pelmoine (guitare) : duo de musique de chambre
- Duo Milonga : Isabelle Jacobs (flute) et Benoit Collet (piano) : duo classique
- Elli et Jacno : Elli Medeiros et Jacno
- Elysian Fields : Jennifer Charles et Oren Bloedow
- Erasure : Vince Clarke et Andy Bell
- Eric B. and Rakim : pionniers du rap
- Esther & Abi Ofarim
- Eurythmics : Annie Lennox et Dave Stewart
- Everything but the Girl : Tracey Thorn et Ben Watt
- Felipecha : Charlotte Savary et Philippe Chevallier
- Femmouzes T. : Rita Macedo et Françoise Chapuis
- Fills Monkey : Sébastien Rambaud et Yann Coste
- First Aid Kit
- Fischerspooner : Warren Fischer et Casey Spooner
- Fun Fun : Francesca Merola et Roberta Servelli
- Hall & Oates : (Darryl) Hall & (John) Oates
- Héctor y Tito
- Ian & Sylvia
- Ike & Tina Turner:
- Inez and Charlie Foxx
- Jan and Dean : Jan Berry et Dean O. Torrence (rock années 1950/1960)
- Jell-oO : Johanna Luz et Vincent Barrau
- Jon and Vangelis
- Jennifer Lopez & Ja Rule
- Junior Senior : Jesper « Junior » Mortensen et Jeppe « Senior » Laursen
- Justice : Gaspard Augé et Xavier de Rosnay
- Karine et Rebecca : Karin Defacq et Rebecca Defacq
- Milli Vanilli : Fab Morvan et Rob Pilatus
- Kazero : Éric Casero et Véronique Ségaud
- K-Ci & Jo-Jo (anciens Jodeci)
- KO KO MO : Warren Mutton et K20
- La Chanson du Dimanche : Clément Marchand et Alexandre Castagnetti
- La Roux : Elly Jackson et Ben Langmaid
- Le Dernier métro : Louise Angel et Morris Angel
- Les Frangines (duo) : Anne Coste et Jacinthe Madelin
- Les Jérolas : Jérôme Lemay et Jean Lapointe
- Les Rita Mitsouko : Catherine Ringer et Fred Chichin
- Les Hyper-Sound : Michel Colombier et Pierre Henry
- Les Sœurs McGarrigle : Kate et Anna
- LMFAO : Redfoo et Skyblu
- Liette et François : Liette Lomez et François Bégin
- Luna Parker : Rachel Ortas et Eric Tabuchi
- Lunatic : Booba et Ali
- Marie-Eve Janvier et Jean-François Breault
- Mary Mary : Erica et Tina Atkins
- Mattafix : Marlon Roudette et Preetesh Hirji
- Mel & Kim
- Mentissa et Vianney
- Modern Talking : Dieter Bohlen et Thomas Anders
- Modjo : Romain Tranchard et Yann Destagnol
- Moloko : Mark Brydon et Róisín Murphy
- Monchy y Alexandra (bachata)
- Native : Laura et Chris Mayne
- NG2 (salsa) : Norberto Vélez et de Gerardo Rivas
- Niagara : Muriel Moreno et Daniel Chenevez
- Nina Sky : Nicole et Natalie Albino
- Ottawan
- Outkast : André « André 3000 » Benjamin et Antwan « Big Boi » Patton
- Pepsi & Shirlie (en) : Pepsi Demacque et Shirlie Holliman
- Pet Shop Boys : Neil Tennant et Chris Lowe
- Poney Express : Anna (ancienne chanteuse de Tétard) et Robin Feix, bassiste de Louise Attaque
- Ratatat : Mike Stroud et Evan Mast
- Righteous Brothers : Bill Medley et Bobby Hatfield
- Richie Ray et Bobby Cruz
- Rodrigo y Gabriela
- Roger Pierre et Jean-Marc Thibault
- Roxette : Per Gessle et Marie Fredriksson
- Safri Duo (Danemark) : Uffe Savery et Morten Friis
- Sam & Dave: Samuel David Moore et David Prater
- Savage Garden : Darren Hayes et Daniel Jones
- Scam Talk et Mayeul : Fusion de deux talents de l'émission The Voice saison 8
- Seals and Crofts : James Eugene "Jim" Seals et Darrell George "Dash" Crofts
- Shepstone & Dibbens
- Shuky et Aviva
- Simon et Garfunkel : Paul Simon et Arthur Garfunkel.
- Soft Cell : Marc Almond et Dave Ball
- Sonny and Cher : célèbres pour I got you babe (1966) et The beat goes on (1967)
- Sophie & Magaly
- Spooky & Sue
- Steve Harley et Cockney Rebel
- Stone et Charden
- Suprême NTM : Joey Starr et Kool Shen
- t.A.T.u. : Julia Volkova et Lena Katina
- Tears For Fears : Roland Orzabal et Curt Smith
- The Blues Brothers : Dan Aykroyd et John Belushi

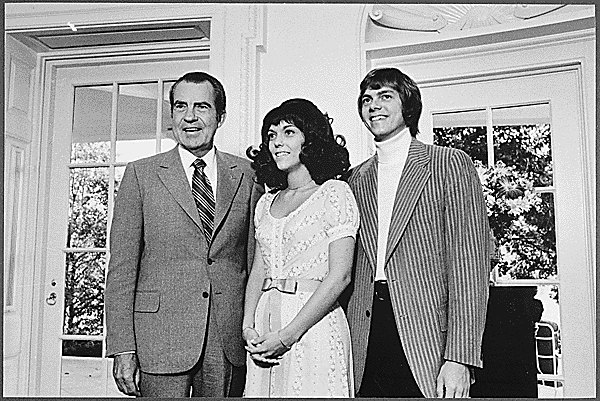
Les Carpenters en visite à la Maison-Blanche accompagnés de Richard Nixon.

- Les Carpenters en visite à la Maison-Blanche accompagnés de Richard Nixon. The Carpenters : Karen et Richard Carpenter.
- The Cheeky Girls : Monica et Gabriela Irimia (sœurs jumelles)
- The Dø : Olivia Merilahti (chanteuse et musicienne franco-finlandaise) et Dan Levy (musicien et compositeur de musique de film)
- The Everly Brothers : Don Everly et Phil Everly
- The Kills : Alison Mosshart et Jamie Hince
- The Pirouettes
- The Ting Tings : Jules De Martino et Katie White
- The White Stripes : Jack White et Meg White
- Thievery Corporation : Rob Garza et Eric Hilton
- Tragédie : Silky Shaï et Tizy Bone
- Tribal King : "Tribal" et "King"
- Turin Brakes : Olly Knights et Gale Paridjanian
- Twenty-4-Seven
- Wham! : George Michael et Andrew Ridgeley
- Wisin y Yandel
- Womack & Womack (célèbres pour le tube Teardrops) : Linda Womack et Cecil Womack
- Yazoo : Vince Clarke et Alison Moyet
- Zion y Lennox
- Zager & Evans
- Flat Duo Jets (en) (Dexter Romweber (en) et Chris "Crow" Smith, influence majeure de nombreux groupes dont les White Stripes)
- Dex Romweber Duo (Dexter Romweber avec sa sœur aînée Sara Romweber (1964–2019), ce groupe est une influence majeure du groupe The White Stripes et Jack White a également produit leur Live at Third Man Records (en) en 2010, sur le label Third Man Records)

### Titres
Ces titres musicaux sont effectués en duo de deux artistes a priori indépendants : Il ne faut pas confondre featuring, une collbaoration restreinte d'un invité sur un morceau avec le duo, qui lui prend plus de place.
- 50 Cent et Justin Timberlake : Ayo Technology (2007)
- Al Bano et Romina Power : Felicità (1982)
- Alain Barrière et Noëlle Cordier : Tu t'en vas (1974)
- Alain Chabat et Gérard Darmon : La Carioca (1996)
- Alex Ubago et Amaia Montero : Sin miedo a nada (2005)
- Alice Cooper et Donovan : Billion dollar babies (1973)
- Alicia Keys et Usher : If I Ain't Got You (2004)
- Alicia Keys et Beyoncé : Put in a Love Song (2009)
- Alicia Keys et Jay-Z : Empire State of mind (2009)
- Alizée et Aldebert : Mon petit doigt m'a dit (2013)
- Alliage et Boyzone : Te garder près de moi (1997)
- Alliage et Ace of Base : Cruel Summer (1998)
- Amel Bent et Diam's : À 20 ans (2007)
- Amel Bent et Ne-Yo : Quand je danse (2014)
- Amerie et Trey Songz : Pretty Brown Eyes (2009)
- Anaïs et Didier Barbelivien : Les Mariés de Vendée (1992)
- Anaïs (Croze) et The Blood Arm : Do I Have Your Attention (2007)
- Andrea Bocelli et Christina Aguilera : Somos novios (It's Impossible) (2006)
- Angèle et Roméo Elvis : Tout oublier (2018)
- Ariana Grande et Kendji Girac : One Last Time (Attends-moi) (2015)
- Arno et Charlélie Couture : Je suis "sous" (2012)
- Arnold Turboust et Zabou : Adélaïde (1986)
- Axel Bauer et Zazie : À ma place (2001)
- Aya Nakamura et Niska : Sucette (2018)
- Bambou et Lulu Gainsbourg : Ne dis rien (2001)
- Bambou et Marc Lavoine : Dis-moi que l'amour (2003)
- Bambou et Marc Lavoine : Nuits de Chine (2007)
- Barbra Streisand et Neil Diamond : You don't bring me flowers (1978)
- Beck et Charlotte Gainsbourg : Heaven Can Wait (2009)
- Beenie Man et Janet Jackson : Feel It Boy (2002)
- Ben Moody et Anastacia : Everything Burns (BO des 4 Fantastiques) (2005)
- Bernard Lavilliers et Nicoletta : Idées noires (1983)
- Bernard Lavilliers et Jimmy Cliff : Melody Tempo Harmony (1995)
- Beyoncé et Shakira : Beautiful Liar (2007)
- Bill Medley (chanteur des Righteous Brothers) et Jennifer Warnes : (I've Had) The Time Of My Life (BO de Dirty Dancing) (1987)
- Bill Withers et Grover Washington Jr : Just the Two Of Us (1981)
- Blue et Elton John : Sorry Seems to Be the Hardest Word (2003)
- Blue et Linkup : You and Me Bubblin' (2004)
- Blu Cantrell et Sean Paul : Breathe (2002)
- Blues Brothers et Aretha Franklin : Think (1968)
- Bob Dylan et Joan Baez : Mama you been on my mind (1964)
- Bon Jovi et LeAnn Rimes : Till We Ain't Strangers Anymore (2007)
- Bono et Frank Sinatra : Under My Skin (1993)
- Bourvil et Georges Guétary : C'est la vie de bohème (1966)
- Brandy et Monica : The Boy Is Mine (1998)
- Bronski Beat et Marc Almond (de Soft Cell) : I Feel Love (1985)
- Britney Spears et Madonna : Me Against The Music (2003)
- Bryan Adams et Tina Turner : It's Only Love (1984)
- Busta Rhymes et Mariah Carey : I Know What You Want (2003)
- Cali et Marie Gillain : Je me sens belle (2000)
- Calogero et Passi : Face à la mer (2004)
- Calogero et Grand Corps Malade : L'ombre et la Lumière
- Carlos Santana et Chad Kroeger (chanteur de Nickelback) : Why Don't You And I
- Carlos Santana et John Lee Hooker : Chill Out
- Carlos Santana et Mana : Corazon Espinado
- Carlos Santana et Rob Thomas (chanteur des Matchbox 20) : Smooth
- Carlos Santana et Michelle Branch : The Game of Love (2002)
- Santana et Joss Stone et Sean Paul : Cry Baby Cry (2006)
- Carlos Santana et Willie Nelson : They all went to Mexico (1983)
- Catherine Lara et Michel Berger : La craie dans l'encrier (1974)
- Catherine Le Forestier et Maxime Le Forestier : La petite fugue (1969)
- Cécilia Cara et Ronan Keating : Je t'aime plus que tout (I Love It When We Do) (2003)
- Cécilia Cara et Damien Sargue : Aimer (2000)
- Celia Cruz et Willy Chirino : Canto a La Habana (Cuba Que Lindos Son Tus Paisajes)
- Céline Dion et Barbra Streisand : Tell Him (1997)
- Céline Dion et Garou : Sous le vent (2001)
- Céline Dion et Jean-Jacques Goldman : Les derniers seront les premiers (1996) , J'irai où tu iras (1995)
- Céline Dion et Mario Pelchat : Plus haut que moi
- Céline Dion et Peabo Bryson : Beauty and the Beast (1991)
- Céline Dion et Andrea Bocelli : The Prayer (1998)
- Céline Dion et Yuna Ito : A World to Believe In (2007)
- Cerena et Umberto Tozzi : Toi (Tu) (2003)
- Charles Aznavour et Patrick Bruel : Ménilmontant (2002)
- Charles Aznavour et Katia Aznavour : Je voyage (2004)
- Cheb Mami et K-mel : Parisien du Nord (1998)
- Chris Cornell (Soundgarden) et Eddie Vedder (Pearl Jam) : Hunger Strike (projet Temple of the Dog] (1991)
- Chris Norman et Suzi Quatro : Stumblin'in (1978)
- Christina Aguilera et Dr. John : Merry Christmas, Baby (2000)
- Christina Aguilera et Luis Fonsi : Si No Te Hubiera Conocido (2001)
- Christina Aguilera et Cee-Lo Green : Make The World Move (2012)
- Christina Aguilera et Blake Shelton : Just A Fool (2012)
- Christina Milian et Lynnsha : Dit Ip Low (2004)
- Christine Chartrand et Claude Steben : Il pleut des larmes (1980)
- Chubby Checker et Dee Dee Sharp : Slow twist (1962)
- Claude François et Frédérique Barkoff : Le téléphone pleure (1974)
- Claude François et Kathalyn Jones : C'est comme ça que l'on s'est aimé
- Clémence et Jean-Baptiste Maunier : Concerto pour deux voix (2005)
- Compay Segundo et Charles Aznavour : Morir de amor
- Craig David et Sting : Rise & Fall (2003)
- Dalida et Alain Delon : Paroles, Paroles (1973)
- Dalida et Bruno Guillain : Génération 78 (1978)
- Daniel Balavoine et Frida : Belle (1983)
- Daniel Lévi et Karine Costa : Ce rêve bleu (du dessin animé Aladdin de Disney) (1992)
- David Bisbal et Jennifer Lopez : Tu por tu lado yo por el mio (2007)
- David Bowie et Queen : Under Pressure (1981)
- David Bowie et Pat Metheny : This Is Not America (1985)
- David Bowie et Mick Jagger : Dancing in the Street (1985)
- David Houston et Barbara Mandrell : I love you, I love you (1972)
- Diam's et Vitaa : Confessions nocturnes (2006)
- Diana Ross et Lionel Richie : Endless Love (1981)
- Dionne Warwick et les Bee Gees : Heartbreaker (1982)
- Dionysos et Olivia Ruiz : Tais-toi mon cœur (2008)
- Disiz la peste et Jalane : Lettre ouverte (2000)
- Donna Summer et Barbra Streisand : No More Tears (Enough Is Enough) (1979)
- Édith Piaf et Théo Sarapo : À quoi ça sert l'amour? (1962)
- Eddy Mitchell et Serge Gainsbourg : Vieille Canaille (1985)
- Élodie Frégé et Michał Kwiatkowski : Viens Jusqu'à Moi (2004)
- Elsa et Glenn Medeiros : Un roman d'amitié (1988)
- Elton John et Anastacia : Saturday night's alright (2000)
- Elton John et Kiki Dee : Don't Go Breaking My Heart (1976)
- Elton John et LeAnn Rimes : Written in the Stars (1999)
- Eminem et Marilyn Manson : The Way I Am (2002)
- Eminem et Dido : Stan (2000)
- Eminem et Rihanna : Love the Way You Lie (2010)
- Enhancer et Kool Shen : Hot (2006)
- Enrico Macias et son fils Jean-Claude : Ouvre-moi la porte (1980)
- Enrique Iglesias et Nâdiya : Tired of Being Sorry (Laisse le destin l'emporter) (2008)
- Eric Clapton et Sting : It's probably me (BO de L'Arme fatale 3)
- Eros Ramazzotti et Anastacia : I Belong to You (Il Ritmo Della Passione) (2005)
- Eros Ramazzotti et Cher : Piu che puoi
- Eros Ramazzotti et Tina Turner : Cose della vita
- Eros Ramazzotti et Ricky Martin : Noi non siamo soli (No Estamos Solos) (2007)
- Eskobar et Emma Daumas : You Got Me (2005)
- Eskobar et Heather Nova : Someone New (2002)
- Estelle et Kanye West : American boy (2008)
- Étienne Daho et Dani : Comme un Boomerang (2002)
- Étienne Daho et Charlotte Gainsbourg : If (2003)
- Eurythmics et Aretha Franklin : Sisters Are Doing It For Themselves (1985)
- Eva Cassidy et Katie Melua : What a Wonderful World (reprise de Louis Armstrong)
- Eve Angeli et A1 : Nos différences (Caught in the Middle) (2002)
- Félix Gray et Didier Barbelivien : À toutes les filles... (1992)
- Fatal Bazooka et « Vitoo » (Pascal Obispo) : Mauvaise foi nocturne (2007)
- Fatal Bazooka et Yelle : Parle à ma main (2007)
- Florent Pagny et Cécilia Cara : L'Air du temps (2001)
- Florent Pagny et Daran : L'Eau (2001)
- Florent Pagny et Anggun : Nos vies parallèles (2015)
- Frida et Phil Collins : I Know There's Something Going On (1982)
- Fran Perea et Raquel Del Rosario (chanteuse d'El Sueño de Morfeo) : Uno Mas Uno Son Siete (générique de La Famille Serrano)
- France D'Amour et Steve Veilleux : Pourrons-nous jamais être amis
- France Gall et Elton John : Les Aveux, Donner pour donner (1980)
- France Gall et Michel Berger : Ça balance pas mal à Paris
- François Feldman et Joniece Jamison : Joue pas (1989)
- François Valéry et Sophie Marceau : Dream in Blue (1981)
- Françoise Hardy et Étienne Daho : Et si je m'en vais avant toi (1972)
- Frank et Nancy Sinatra : Somethin' Stupid (1967)
- Gabriel Evan et Manu : Seuls (2003)
- Garou et Céline Dion : Sous le vent (2001)
- Garou et Michel Sardou : La Rivière de notre enfance (2005)
- Garou et Marilou : Tu es comme ça (2004)
- Gary Fico et Léo Rispal : Le même que moi (2011)
- Gary Moore et Phil Lynott : Out in the fields (1985)
- Georges Guétary et Gene Kelly : 'S wonderful (1951)
- George Michael et Aretha Franklin : I Knew You Were Waiting (For Me) (1987)
- George Michael et Elton John : Don't Let the Sun Go Down on Me (1974)
- Georges Brassens et Patachou : Maman, papa (1952)
- Georges Moustaki et  Barbara : La dame brune (1967)
- Georges Moustaki et Catherine Le Forestier : Le facteur (1969)
- Georges Moustaki et Pia Moustaki : Elle est elle (1979)
- Ginie Line et David Parienti : Ça ne se commande pas (2006)
- Gizelle d'Cole et Elvis Crespo : Come Baby Come (2000)
- Gloria Estefan et Celia Cruz : Tres gotas de agua bendita
- Gloria Estefan et NSYNC : Music of My Heart (1999)
- Guy Béart et Jeanne Moreau : Parlez-moi d'moi (1980)
- Guy Béart et Marie Laforêt : Frantz (1963)
- Gwen Stefani et Eve : Rich Girl (2005)
- Harry Belafonte et Nana Mouskouri : Erene (1965)
- Hélène Ségara et Andrea Bocelli : Je vis pour elle (Vivo per lei) (1998)
- Hélène Ségara et Laura Pausini : On n'oublie jamais rien, on vit avec (2004)
- Hélène Ségara et Bruno Pelletier : La Moitié de Nous (2008)
- Ian Hunter et Ellen Foley : We gotta get out of here (1979)
- Ibrahim Ferrer et Omara Portuondo : Dos Gardenias
- Iggy Pop et Kate Pierson : Candy (1990)
- Indochine et Melissa Auf Der Maur : Le Grand Secret
- Indochine et Brian Molko : Pink Water 3
- Isabelle Boulay et Johnny Hallyday : Tout au Bout de nos Peines
- Issac Delgado et Victor Manuelle : La Mujer Que Más Te Duele (salsa, 2007)
- Jacno et Romane Bohringer : D'une rive à l'autre (1995)
- Jacno et Axelle Renoir : Pour seule mémoire (1999)
- Jacques Boulanger et Ginette Reno : Le Sable et la Mer (1969)
- Jacques Dutronc et Étienne Daho : Tous les goûts sont dans ma nature (1981)
- Jacques Higelin et Brigitte Fontaine : Cet enfant que je t'avais fait (1968)
- Jacques Higelin et Isabelle Adjani : Je ne peux plus dire je t'aime
- Jarabe de Palo et Celia Cruz : A lo Loco
- James Blunt et Laura Pausini : Primavera in Anticipio (2008)
- James Blunt et Sinik : Je réalise (2007)
- James Ingram et Patti Austin : Baby Come to Me (1981)
- James Morrison et Nelly Furtado : Broken Strings (2008)
- Jane Birkin et Serge Gainsbourg : Raccrochez, c'est une horreur (1978)
- Janet Jackson et Blackstreet : I Get Lonely (1998)
- Janet Jackson et Ricky Martin : Ask For More (1999)
- Jason Mraz et Colbie Caillat : Lucky (2009)
- Jay-Z et Linkin Park : Numb/encore (2003)
- Jean-François Maurice et Maryse : La rencontre (1983)
- Jean-Jacques Goldman et Michael Jones : Je te Donne (classé no 1 du Top 50)
- Jean-Jacques Goldman et Sirima : Là-bas (1987)
- Jeanne Moreau et Yves Duteil : L'adolescente (1979)
- Jennifer Lopez et Chayanne : Dame (Touch me) (2001)
- Jennifer Lopez et Marc Anthony : No Me Ames (1999)
- Jennifer Lopez et Nas : I'M Gonna Be Alright (2002)
- Jennifer Paige et Nick Carter : Beautiful Lie (2009)
- Jessica Simpson et Destiny's Child : Woman In Me (1999)
- Jessica Simpson et Nick Lachey : Where You Are (2000)
- Jessica Simpson et Marc Anthony : There You Were (2001)
- Jessica Simpson et Nick Lachey : A Whole New World (2004)
- Jessica Simpson et Nick Lachey : Baby, It's Cold Outside (2004)
- Jessica Simpson et Ashlee Simpson : The Little Drummer Boy (2004)
- Jessica Simpson et Dolly Parton : Do You Know (2008)
- Jessica Simpson et John Britt : I'll Be Home for Christmas (2010)
- Jessica Simpson et Willie Nelson : Merry Christmas Baby (2010)
- Jermaine Jackson et Pia Zadora : When the Rain Begins to Fall (1984)
- Joe Cocker et Jennifer Warnes : Up Where We Belong (1982)
- John Prine & Iris DeMent : in spite of ourselves (1999)
- John Travolta et Olivia Newton-John : You're the One That I Want, Summer Nights (musiques du film Grease) (1978)
- Johnny Cash et June Carter Cash : Jackson (1967)
- Johnny Hallyday et Carmel : J'oublierai ton nom (1987)
- Johnny Hallyday et Eddy Mitchell : On veut des légendes (2006)
- Johnny Rivera et Ray Sepulveda : No vale la pena enamorarse
- Jon Secada et Shanice : If I Never Knew You (1995)
- Julie Pietri et Herbert Léonard : Amoureux fous (1983)
- Julie Pietri et Herbert Léonard : Orient Express (2003)
- Julien Clerc et Assia : Quelques Mots En Ton Nom (2001)
- Julien Doré et Coeur de Pirate : Pour un infidèle (2009)
- Justin Bieber et Ed Sheeran : I Don't Care (2019)
- Justin Bieber et Mariah Carey : All I Want for Christmas Is You (2011)
- Justin Nozuka et Zaho : Heartless (2010)
- Kareen Antonn et Bonnie Tyler : Si demain... (Turn around) (2004)
- Karol G et Nicky Jam : Amor de Dos (2013)
- Kenny Rogers et Sheena Easton : We've Got Tonight (1983)
- Kenny Rogers et Dolly Parton : Islands in the stream (1983)
- Kinito Mendez et Celia Cruz : Me estan hablando del cielo
- Kool & The Gang et Sean Paul et Spanner Banner : Ladies Night (2003)
- K-Reen et Rickwel : T'aimer encore (2012)
- Kristina Maria et Corneille : Co-Pilot (2012)
- Kylie Minogue et Jason Donovan : Especially for You (1988)
- Kyo et Sita : Le Chemin (2002)
- Lââm et Jennifer Paige : Ta voix (2008)
- Lady Gaga et Christina Aguilera : Do What U Want (Remix) (2014)
- Lady Gaga et Beyoncé : Telephone (2010)
- Lady Gaga et R. Kelly : Do What U Want (2013)
- Lara Fabian et Johnny Hallyday : Requiem pour un fou (1999)
- Lara Fabian et Maurane : Tu es mon autre (2001)
- Lara Fabian et Gigi D'Alessio : Un Cuore Malato (2007)
- Laura Pausini et Lara Fabian : Io Canto (Je Chante) (2013)
- Laura Pausini et Kylie Minogue : Limpido (2013)
- Laurent Voulzy et Véronique Jannot : Désir, désir (1984)
- Laurent Voulzy et Lenou Mouskouri : Yesterday Once More
- Lee Hazlewood et Nancy Sinatra : Summer wine (1967)
- Lena Ka et Umberto Tozzi : Ti amo (Rien que des mots) (2002)
- Lenny LeBlanc et Pete Carr : Falling (en) (1977)
- Leslie et Amine : Sobri (Notre destin)
- Leslie et Bobby Valentino : Accorde-moi (2006)
- Limahl et Mandy Newton : Neverending story (1984)
- Lio et Jacky : Tétèoù (1984)
- Lionel Richie et Diana Ross : Endless Love (1981)
- Lisa Stansfield et Lââm : Breathe In, Breathe Out (2006)
- Lita Ford et Ozzy Osbourne : Close my eyes forever (1988)
- Lomepal et Roméo Elvis : 1000 °C (2018)
- Louis Bertignac et Carla Bruni : Les Frôleuses (2005)
- Lovebugs et Lene Marlin : Avalon (2006)
- Lucie Silvas et Grégory Lemarchal : Même si (What You're Made Of) (2006)
- Luther Vandross et Mariah Carey : Endless Love (1994)
- Luther Vandross et Spice Girls : Ain't No Stoppin' Us Now (1997)
- Luther Vandross et Beyoncé : The Closer I Get to You (2003)
- M. Pokora et Tal : Envole-moi (2012)
- Madonna et Justin Timberlake : 4 Minutes (2007)
- M et Arthur H. : Est-ce-que tu aimes ? (2010)
- M et Brigitte Fontaine : Y'a des zazous (2001)
- M et Sean Lennon : L'éclipse (2007)
- Marc Anthony et La India : Vivir lo Nuestro
- Marc Anthony et Tina Arena : I Want To Spend My Lifetime Loving You (BO de Le Masque de Zorro) (1998)
- Marc Anthony et Jennifer Lopez : EscapemonosMarc Anthony et Jennifer Lopez, couple dans la vie

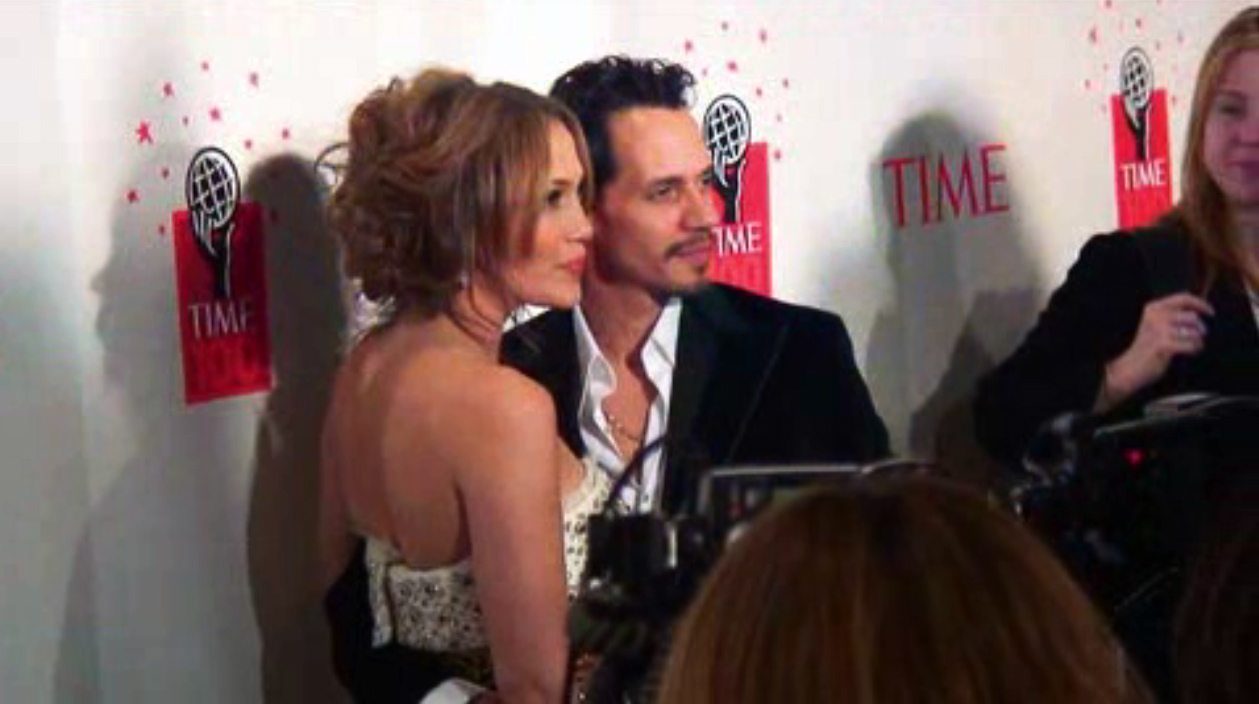
Marc Anthony et Jennifer Lopez, couple dans la vie

- Marc Lavoine et Jennifer Ayache : Désolé
- Marc Lavoine et Bambou : Dis-moi que l'amour (2003)
- Marc Lavoine et Catherine Ringer : Qu'est-ce que t'es belle (1987)
- Marc Lavoine et Cristina Marocco : J'ai tout oublié (2001)
- Marc Lavoine et Claire Keim : Je ne veux qu'elle (2002)
- Mariah Carey et Boyz II Men : One Sweet Day (1995)
- Mariah Carey et Brian McKnight : Whenever You Call (1997)
- Mariah Carey et Dru Hill : The Beautiful Ones (1997)
- Mariah Carey et Ne-Yo : Angels Cry (2010)
- Mariah Carey et Trey Lorenz : I'll Be There (1992)
- Mariah Carey et Whitney Houston : When You Believe (BO du Prince d'Égypte) (1998)
- Mariah Carey et Westlife : Against All Odds (Take a Look at Me Now) (2000)
- Mariah Carey et Justin Bieber : All I Want for Christmas Is You (2010)
- Marie Myriam et Jacques Cardona : Tout est pardonné (1987)
- Marilyn Monroe et Frankie Vaughan : Specialization (1960)
- Maroon 5 et Christina Aguilera : Moves like Jagger (2011)
- Marvin Gaye et Tammi Terrell : Ain't No Mountain High Enough (1967)
- Mary Mary et Destiny's Child : Good to Me (2000)
- Matthieu Mendès et Pomme : Okay
- Mauss & Charlie : Je recherche (2008)
- Maxime McGraw et Marie-Pier Perreault : Mon éternité
- Meat Loaf et Cher : Dead ringer for love (1981)
- Meat Loaf et Ellen Foley : Paradise by the dashboard light (1977)
- Melanie B et Missy Elliott : I Want You Back (1999)
- Merwan Rim et Victoria Petrosillo : Entre ciel et terre (Le Roi Soleil)
- Merwan Rim et Marilou Bourdon : Danser sur la lune (2007)
- Michael Jackson et Janet Jackson : Scream (1995)
- Michael Jackson et Paul McCartney : Say Say Say (1983), The girl is mine (1982)
- Michael Jackson et Siedah Garrett : I Just Can't Stop Loving You (1987)
- Michael Jackson et Akon : Wanna Be Startin' Somethin' (2008)
- Michael Jackson et Akon : Hold My Hand
- Michel Sardou et Céline Dion : Voler (2010)
- Michel Sardou et Garou : La Rivière de notre enfance (2004)
- Michèle Torr et Jean-François Maurice : J'aime (1977)
- Mike Oldfield et Bonnie Tyler : Islands (1987)
- Mike Reno et Ann Wilson : Almost paradise (1984)
- Mireille Mathieu et Paul Anka : Comme avant (1979)
- Missy Elliott et MC Solaar : All N My Grill (1999)
- Milly Quezada et Elvis Crespo : Para Darte Mi Vida (1998)
- Mouth & MacNeal : How do you do (1972)
- Mylène Farmer et Jean-Louis Murat : Regrets (1991)
- Mylène Farmer et Khaled : La Poupée qui fait non (1997)
- Mylène Farmer et Seal : Les Mots (2001)
- Mylène Farmer et Moby : Slipping Away (Crier la vie) (2006)
- Mylène Farmer et Sting : Stolen Car (2015)
- Nadiya et Kelly Rowland : No Future in the Past (2008)
- Nanette Workman et Tony Roman  : Hey Joe (1968)
- Nanette Workman et Tony Roman  : Petites Choses (1968)
- Nanette Workman et Tony Roman  : Petit Homme (1968)
- Nat King Cole et Natalie Cole : Unforgettable (1991)
- Natasha Saint-Pier et Pascal Obispo : Mourir Demain (2004)
- Natasha Saint-Pier et Pascal Obispo : Tu trouveras (2002)
- Natasha Saint-Pier et Florent Pagny : Là-bas (2002)
- Neil Diamond et Shirley Bassey : Play me (1974)
- Neneh Cherry et Youssou N'Dour : 7 Seconds (1994)
- Nick Cave et Kylie Minogue : Where the Wild Roses Grow (1995)
- Norah Jones et Dolly Parton : Creepin in (2004)
- Olivia Ruiz et Salvatore Adamo : Ce Georges
- Olivia Ruiz et Christian Olivier : Non-dits
- Orelsan et Stromae : La pluie
- Pascal Obispo et Melissa Mars : 1980 (2006)
- Pascal Obispo et Zazie : Les Meilleurs Ennemis
- Pascale Audret et Hugues Aufray : Que feras-tu quand tu seras mort ? (1968)
- Patrick Bruel et Francis Cabrel : La Complainte de la Butte (2002)
- Patti Labelle et Michael McDonald : On My Own
- Paul McCartney et Stevie Wonder : Ebony and ivory (1982)
- Peter Gabriel et Kate Bush : Don't Give Up
- Peter Gabriel et Sinéad O'Connor : Blood of Eden (1993)
- Pierre Bachelet et Florence Arthaud : Flo (1990)
- Phil Barney et Marlène Duval : Un Enfant De Toi (2002)
- Philip Bailey et Phil Collins : Easy Lover
- Philippe Lavil et Jocelyne Béroard (de Kassav') : Kole sere (1987)
- P.J. Harvey et Tom York : This Mess We're in (2000)
- Poetic Lover et Carole Fredericks : Personne ne saurait (1998)
- Queen et Robbie Williams : We Are the Champions (2001)
- Quincy Jones et Barry White : Secret Garden (1989)
- Quỳnh Anh et Marc Lavoine : J'espère (2006)
- R.Kelly et Celine Dion : I'm Your Angel (1998)
- Raphael et Jean-Louis Aubert : Sur la route (2005)
- Raphael et Toots : Adieu Haïti (2008)
- Reba McEntire et Kelly Clarkson : Because of You (2007)
- Reba McEntire et LeAnn Rimes : When You Love Someone Like That (2007)
- Régine et Pierre Palmade : Les disputes (2004)
- Renaud et Axelle Red : Manhattan-Kaboul (2002)
- Renaud et Romane Serda : Anaïs Nin
- Ricky Martin et Christina Aguilera : Nobody Wants To Be Lonely (2001)
- Ricky Martin et Daddy Yankee : Drop It On Me (2005)
- Ricky Martin et Matt Pokora : It's Alright (2006)
- Rihanna et Ne-Yo : Hate That I Love You (2007)
- Les Rita Mitsouko et Bernard Lavilliers : Monsieur William (1996)
- Robbie Williams et Kylie Minogue : Kids (2000)
- Robbie Williams et Nicole Kidman : Somethin' Stupid (2001)
- Robert Plant et Alison Krauss : Please Read The Letter (2007)
- Ronan Keating et Kate Rusby/Rita Comisi : All over again (2006)
- Scaff & Candelon : Terre indigo (1996, musique de Catherine Lara).
- Sacha Distel et Brigitte Bardot : Tu es le Soleil de ma Vie (1973)
- Saule et Charlie Winston : Dusty Men (2013)
- Sean Paul et Beyoncé : Baby Boy (2003)
- Sean Paul et Rihanna : Break It Off (2006)
- Sean Paul et Zaho : Hold My Hand (2010)
- Serge Gainsbourg et Brigitte Bardot : Je t'aime… moi non plus
- Serge Gainsbourg et Brigitte Bardot : Bonnie and Clyde
- Serge Gainsbourg et Catherine Deneuve : Dieu Fumeur de Havanes
- Serge Gainsbourg et France Gall : Les sucettes (1966)
- Serge Gainsbourg et Jane Birkin : 69 Année érotique
- Serge Gainsbourg et Jane Birkin : La décadanse, Je t'aime… moi non plus
- Serge Gainsbourg et Charlotte Gainsbourg : Lemon incest (1984)
- Serge Gainsbourg et Michel Simon : L'Herbe tendre (1968)
- Serge Lama et Lynda Lemay : L'enfant d'un autre
- Shaggy et Sean Paul : Hey Sexy Lady (2003)
- Shakira et Alejandro Sanz : La tortura (2005)
- Shakira et Wyclef Jean : Hips Don't Lie (2006)
- Sharif Dean et Evelyne D'Haese  : Do you love me  -Yes i do (1973)
- Sharif Dean et Evelyne D'Haese  : No more trouble -(1974) and many more de Sharif Dean 1947-2019
- Sheila et Ringo : Les Gondoles à Venise (1973)
- Sheryl Crow et Gérald de Palmas : The First Cut Is the Deepest (2004)
- Sheryl Crow et Sting : Always On Your Side (2006)
- Sheryfa Luna et Mathieu Edward : Comme avant (2008)
- Sheryfa Luna et One republic : Say (A l'infini) (2009)
- Shirley Bassey et Alain Delon : Thought I'd ring you (1983)
- Sonny & Cher : I got you Babe (1965)
- Sofia Essaïdi et Christopher Stills : L'Accord (2008)
- Stanislas et Calogero : La Débâcle des Dentiments (2008)
- Stevie Nicks et Tom Petty : Stop draggin' my heart around (1981)
- Stomy Bugsy et Kelly Rowland : Une Femme en Prison (2003)
- Sting et Cheb Mami : Desert Rose (2000)
- Sylvie Vartan et Michel Sardou : La Première Fois qu'on s'aimera (1983)
- Taio Cruz et Kylie Minogue : Higher (2010)
- Tal et Alizée : Le Tourbillon (2013)
- Tal et Little Mix : Une autre personne (2013)
- Timmy Trumpet et Savage (en) (Demetrius C. Savelio) : Freaks (2014)
- Tina Arena et Jay : Je te retrouve un peu (2003)
- Tina Turner et Rod Stewart : It Takes Two (1990)
- Tina Turner et Sting : On Silent Wings (1996)
- Tino Rossi et Laurent Rossi : Chantons ensemble la même chanson (1977)
- Tiziano Ferro et Kelly Rowland : Breathe Gentle (2009)
- Tom Jones et The Cardigans : Burning Down the House (reprise des Talking Heads) (1999)
- Tom Jones et Stereophonics : Mama Told Me Not To Come (2000)
- Tyron Carter et Matt Pokora : Ne Me Dis Pas (2007)
- Ute Lemper et Art Mengo : Parler d'amour (1997)
- U2 et Green Day : The Saints Are Coming (2006)
- UB 40 et Nuttea : Cover Up (Couvre-Là) (2002)
- Usher et Alicia Keys : My Boo (2005)
- Vanessa Paradis et M : Les Piles (2008)
- Vanessa Paradis et Albin de la Simone : Adrienne (2008)
- Véronique Sanson et Marc Lavoine : Une nuit sur son épaule (1994, album Comme ils l'imaginent)
- Vincent Delerm et Irène Jacob : Cosmopolitan (2007)
- Whitney Houston et Enrique Iglesias : Could I Have This Kiss Forever (2000)
- Will.i.am et Britney Spears : Scream and Shout
- Willy William et Lylloo : Baila (2012)
- Wyclef Jean et Mary J. Blige : 911 (2000)
- Yannick Noah et Disiz la peste : Métis(se) (2005)
- Ycare et Zaz : Animaux fragiles (2022)
- Youssou N'Dour et Axelle Red : La Cour des Grands (1998)
- Yuri Buenaventura et Faudel : Salsa-Raï (2000)
- Yuri Buenaventura et Cheo Feliciano : Palo y Cuero (2003)
- Zazie et Vincent Baguian : Je ne t'aime pas (2003)
- Zoé et Arno : Amant comptant (2006)
- Zoé Clauzure et Adeline Lovo : Stay (2024)
- Zola : duo des "Jumelles Infernales" de la légion, Zoé Gozlan et Lola Chantard (2012)
- Zucchero et Paul Young : Senza una donna (1987)

#### Duos virtuels
On parle de « duo virtuel » lorsque les deux parties musicales du duo ne sont pas ensemble pour réaliser l’œuvre musicale, mais que leurs prestations ont été rassemblées par mixage audio.
- Charles Aznavour et Édith Piaf : Plus bleu que le bleu de tes yeux
- Lauryn Hill et Bob Marley : Turn Your Lights Down Low (1999)
- Céline Dion et Frank Sinatra : All the Way
- Serge Lama et Dalida : Je suis malade
- Hélène Ségara, Joe Dassin - Et si tu n'existais pas
- Gente de Zona, Celia Cruz - Celia

#### Albums de duos
Ces albums sont constitués quasi exclusivement de titres en duo :
- Charles Aznavour : Duos (2008)
- Johnny Hallyday : Duos (2023)
- Aretha Franklin : Jewels in the Crown : All-Star Duets with the Queen (2007)
- Isobel Campbell et Mark Lanegan : Sunday at devil dirt (2008)
- Tony Bennett : Duets: An American Classic (2006)
- Tony Bennett : Duets II (2011)
- Tony Bennett : Viva Duets (2012)
- Salvatore Adamo : Le Bal des gens bien (2008)
- Marc Lavoine : Les Duos de Marc (2007)
- Alain Chamfort : Elles et Lui (2012)
- Gérard Lenorman : Duos de mes chansons (2011)
- Gipsy Kings : Chico & The Gypsies...& Friends (2012)
- Enrico Macias : Venez Tous Mes Amis ! (2012)
- Elton John : Duets (1993)
- Roch Voisine : Duophonique (2013)
- Elvis Presley : Christmas Duets (2008)
- Dionne Warwick : My Friends & Me (2006)
- Frank Sinatra : Duets (1993)
- Frank Sinatra : Duets II (1994)
- Frank Sinatra : Duets Twentieh Anniversary (2013)
- Frank Sinatra : Impossible Duets : Frank Sinatra & Friends (2013)
- Bonnie Raitt : Bonnie Raitt And Friends (2006)
- Kenny G : At Last...The Duets Album (2004)
- Louis Armstrong : Duets With Friends (2004)
- Anne Murray : Duets: Friends & Legends (2007)
- Petula Clark : Duets (2007)
- Reba McEntire : Reba Duets (2007)
- Paul Anka : Duets (2013)
- Régine : Régine's Duets (2009)
- Michael Bolton : Gems The Duets Collection (2011)
- The Blind Boys of Alabama : Duets (2009)
- Barry Manilow : Duets (2011)
- Linda Ronstadt : Duets (2014)
- Ronan Keating : Duet (2010)
- Luciano Pavarotti : The Duets (2007)
- Tony Carreira : Nos Fiançailles, France Portugal (2014)
- Nicolas Peyrac : Et Nous Voilà (2013)
- Quincy Jones : Q: Soul Bossa Nostra  (2010)
- Elaine Paige : Elaine Paige And Friends (2004)
- Barbra Streisand : Duets (2002)
- Compay Segundo : Duets (2002)
- Draco Rosa : Vida (2013)
- Florent Pagny : 2 (2001)
- Françoise Hardy : Parenthèses... (2006)
- Herbie Hancock : Possibilities (2005)
- Jane Birkin : Rendez-vous (2004)
- Michel Delpech : Michel Delpech &... (2006)
- Nana Mouskouri : Nana and Friends : Rendez vous (2011)
- Olivia Newton-John : (2) (en) (2002)
- The Notorious B.I.G. : Duets: The Final Chapter (duos virtuels) (2005)
- Tom Jones : Duets (Prism Leisur) (1998)
- Víctor Víctor : Bachata entre amigos (2006)
- Yves Duteil : Entre elles et moi (1994)

## Duos d'animateurs
(juin 2011).

### À la télévision
Ces animateurs de télévision animent ou ont animé leurs émissions en duo :
- Anne-Marie Whittenshaw et Mario Tessier (Indice UV) (Québec)
- Pascal Bataille et Laurent Fontaine
- Thierry Roland et Jean-Michel Larqué
- Yves Mourousi et Marie-Laure Augry (journal télévisé de TF1)
- Christophe Dechavanne et Patrice Carmouze
- Benjamin Morgaine et Vincent Desagnat
- Laurence Ferrari et Thomas Hugues
- Yvan Le Bolloc'h et Bruno Solo
- Anne-Sophie Lapix et Harry Roselmack
- Charly et Lulu (Hit machine...)
- Nagui et Manu Levy (animent Nagui et Manu sur Virgin Radio)
- Frédéric Courant et Jamy Gourmaud (avant Sabine Quindon)
- Mc Fly et Jean Zeid, Le Morning du Mouv'
- Cauet et Cécile de Ménibus
- Cartman et Miko
- Michel Cymès et Marina Carrère d'Encausse
- Christian Blachas et Thomas Hervé
- Olivier Minne et Sidonie Bonnec

### À la radio
- Mousse et Pierre Boulanger, les Marchands d'images, émissions poétiques : 1956-1978 (Radio et télévision suisse romande)
- Fabrice et Sophie (Garel) dans plusieurs émissions à RTL.
- Groucho Business et Chico d'Agneau à RTL dans l'émission "L'Ascenseur" en 1987 et en 1988.

## Duos de personnages
Ces duos, dans divers types de contenus culturels, réunissent deux personnages qui agissent essentiellement ensemble :

### En littérature
Sherlock Holmes et Watson
Bouvard et Pécuchet
George et Lennie
Don Quijote et Sancho Panza

### En bande dessinée
- Arthur et Zoé
- Astérix et Obélix
- Barbeük et Biaphynn
- Batman et Robin
- Blake et Mortimer
- Bob et Bobette
- Boule et Bill
- Calvin et Hobbes
- Dupond et Dupont
- Grabadu et Gabaliouchtou
- Jésus et Bouddha
- Johan et Pirlouit
- Mortadel et Filemón
- Pam et Poum (dans Pim, Pam, Poum)
- Parker et Badger
- Pif et Hercule
- Quick et Flupke
- Spirou et Fantasio
- Sylvain et Sylvette
- Tanguy et Laverdure
- Tom-Tom et Nana
- Tif et Tondu
- Tintin et Milou
- Valérian et Laureline
- Zig et Puce
- Zipi y Zape
- Corinne et Jeannot
- Chesterfield et Blutch

### En dessin animé
- Bernard et Bianca
- Bip-Bip et Vil Coyote
- Dora l'exploratrice et Babouche
- Heckle et Jeckle
- Lilo et Stitch
- Phinéas et Ferb
- Rox et Rouky
- Satanas et Diabolo
- Tic et Tac
- Titi et Grosminet
- Timon et Pumbaa
- Tom et Jerry
- Mickey et Minnie
- Pancho et Rancho
- Minus et Cortex
- Ariel et Polochon
- Corneille et Bernie

### En série télévisée
- Starsky et Hutch
- Duval et Moretti, leurs homologues français du XXIe siècle
- Sonny et Rico (Deux flics à Miami)
- Danny Wilde et Brett Sinclair (Amicalement vôtre) (Tony Curtis / Roger Moore)
- Jon et Ponch (CHiPs)
- Arnold et Willy
- T.J. Hooker et Vince Romano Hooker
- Guy et Sylvie (Un gars, une fille) (Québec)
- Jean et Alex (alias Chouchou et Loulou) Un gars, une fille (France) (Jean Dujardin / Alexandra Lamy)
- Bones et Seeley (Bones)
- Sherlock Holmes et le Docteur Watson (Sherlock)
- Jonathan et Jennifer (Pour l'amour du risque)
- Danno et Steve (Hawaii 5-0)
- G. Callen et Sam Hanna (NCIS : Los Angeles)
- Blair Waldorf et Serena Van Der Woodsen (Gossip Girl)
- Minus et Cortex
- Walter White et Jesse Pinkman (Breaking Bad)
- Rizzoli & Isles
- Castle et Beckett (Castle)
- Dr Henry Morgan et lieutenant Jo Martinez (Forever)
- Dr Beaumont Rosewood, Jr. et détective Annalise Villa (Rosewood)
- Fox Mulder et Dana Scully (X-Files)
- Patrick Jane et Teresa Lisbon (Mentalist)
- Rick Sanchez et Morty Smith (Rick et Morty)
- Cagney et Lacey (Cagney et Lacey)

### Autres contextes
- Castor et Pollux (mythologie grecque)
- Rémus et Romulus (mythologie romaine)
- Mario et Luigi (jeu vidéo)
- Joel et Ellie (jeu video)

## Autres types de duos

### Acteurs de cinéma
- Abbott et Costello
- Laurel et Hardy

### Réalisateurs
- Joel et Ethan Coen, dits les « frères Coen »
- Eric Toledano et Olivier Nakache
- Les Wachowski
- Frères Dardenne (Jean-Pierre et Luc Dardenne)

### Écrivains
- Boileau-Narcejac (écrivains)
- Erckmann-Chatrian (écrivains)
- Giacometti-Ravenne (écrivains)

### Autres duos
- Jacob et Wilhelm Grimm (linguistes, philologues et collecteurs de contes)
- Jimmy Jam et Terry Lewis (producteurs de musique)
- Auguste et Louis Lumière (inventeurs du cinéma)
- Myr et Myroska (mentalistes)
- Orville et Wilbur Wright (pionniers de l'aviation)
- Dolce et Gabbana